# تفجير جزيرة القرم 2018
تفجير معهد بوليتيكنك في شبه جزيرة القرم عملية تفجير بعبوة ناسفة حدثت في 18 أكتوبر 2018 استهدفت «كلية بوليتيكنك» غربي مدينة كيرتش في شبه جزيرة القرم في روسيا. التقديرات الأولية تشير إلى مقتل 18 شخصًا وعشرات المصابين، في حين نشر أن المنفذ قد انتحر.

## ردود الفعل

### المحلية
- روسيا أدان الرئيس فلاديمير بوتين التفجير خلال مؤتمر صحفي في سوتشي، حيث كان برفقة الرئيس المصري عبد الفتاح السيسي.
- القرم أعلن رئيس شبه جزيرة القرم سيرغي أكسينوف الحداد لمدة ثلاثة أيام جراء التفجير.

### الدولية
- مصر أدان الرئيس المصري عبد الفتاح السيسي التفجير، وأعرب عن حزنه وتعازيه.